# Taj Gibson
Taj Jami Gibson (Brooklyn, 24 de junho de 1985) é um jogador norte-americano de basquete profissional que atualmente joga no Charlotte Hornets na National Basketball Association (NBA).
Ele foi selecionado pelo Chicago Bulls como a 26ª escolha geral do draft da NBA de 2009 e, em sua primeira temporada, foi eleito para a Primeira-Equipe de Novatos. Gibson já jogou pelo Bulls, Oklahoma City Thunder, Minnesota Timberwolves, New York Knicks, Washington Wizards e Detroit Pistons.

## Primeiros anos
Gibson nasceu em 24 de junho de 1985, no Brooklyn, em Nova York. Ele frequentou o P.S. 67 Charles A. Dorsey School no Brooklyn.
Gibson começou sua carreira no ensino médio na Escola de Artes e Tecnologia de Telecomunicações do Brooklyn. Ele então frequentou a Stoneridge Prep como um estudante de segundo e terceiro ano em Tarzana, Califórnia. Durante seu último ano em 2006, ele estudou na Calvary Christian em San Fernando, Califórnia.

## Carreira universitária

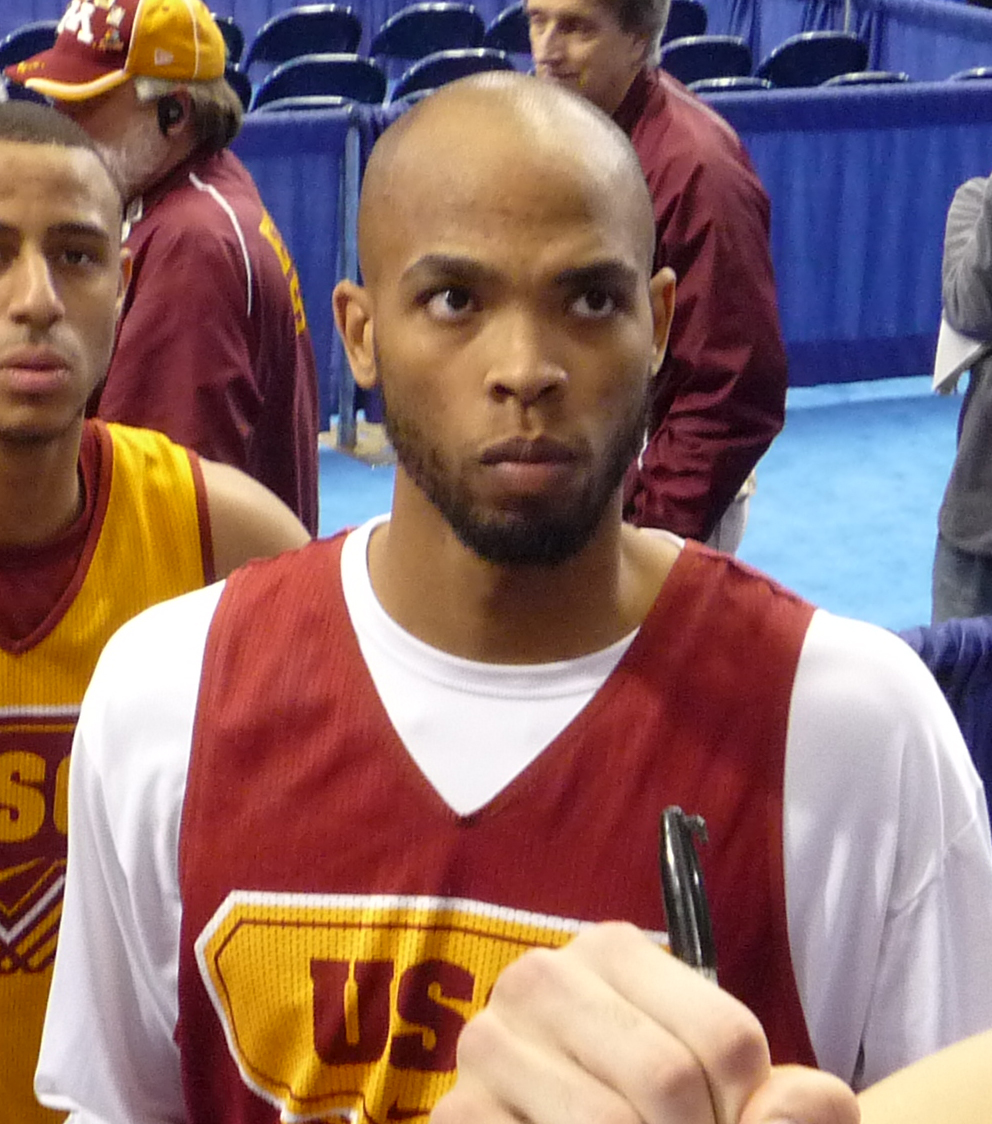
Gibson durante um treino em 2009.

Gibson frequentou a Universidade do Sul da Califórnia, onde era membro da fraternidade Phi Kappa Psi. 
Como um dos calouros mais antigos do país, aos 21 anos de idade, em 2007, ele foi nomeado para a Equipe de Novatos da Pac-10. 
Gibson foi nomeado para a Primeira-Equipe do Torneio da Pac-10 de 2009, ajudando os Trojans a vencer o título no Staples Center.

## Carreira profissional

### Chicago Bulls (2009–2017)
Gibson se declarou para o draft de 2009 e foi selecionado pelo Chicago Bulls com a 26º escolha geral. Em julho de 2009, ele assinou um contrato de 2 anos e US$ 2.1 milhões com a equipe.
Gibson foi titular na maior parte de sua temporada de estreia com os Bulls e impressionou muitas pessoas com sua energia e trabalho defensivo. Os Bulls foram para os playoffs com a 8ª melhor campanha na Conferência Leste. Gibson teve uma média de 7,6 pontos e 7,0 rebotes, enquanto os Bulls perdeu para o Cleveland Cavaliers na primeira rodada. No final de sua primeira temporada, ele foi selecionado para o NBA All-Rookie First Team.
Durante o período de entressafra de 2010, os Bulls contrataram Carlos Boozer para ser titular no lugar de Gibson. Boozer quebrou a mão antes da pré-temporada e Gibson foi titular nos primeiros 15 jogos da temporada. Após o retorno de Boozer, Gibson assumiu o papel de reserva pela maior parte da temporada. No final da temporada, os Bulls foram para os playoffs como a melhor campanha na Conferência Leste. Em 10 de maio de 2011, Gibson ajudou sua equipe a conquistar uma vantagem de 3-2 nas semifinais da Conferência Leste contra Atlanta, fazendo todos os seus 11 pontos no quarto quarto.
Em 31 de outubro de 2012, Gibson assinou uma extensão de contrato de 4 anos e US$ 33 milhões com os Bulls. Sendo principalmente reserva na temporada de 2013-14, Gibson teve médias de 13 pontos e 6,8 rebotes e estava entre os líderes da liga em arremessos bloqueados por jogo. Ele terminou em segundo lugar no prêmio de sexto homem do ano da NBA, perdendo para Jamal Crawford.
Em 16 de junho de 2015, Gibson foi submetido a uma cirurgia artroscópica no tornozelo esquerdo e foi descartado por quatro meses. Durante a temporada de 2015-16, ele jogou em 73 jogos e obteve médias de 8,6 pontos e 6,9 rebotes.

### Oklahoma City Thunder (2017)
Em 23 de fevereiro de 2017, Gibson foi negociado, junto com Doug McDermott e uma escolha de segunda rodada de 2018, para o Oklahoma City Thunder em troca de Joffrey Lauvergne, Anthony Morrow e Cameron Payne.

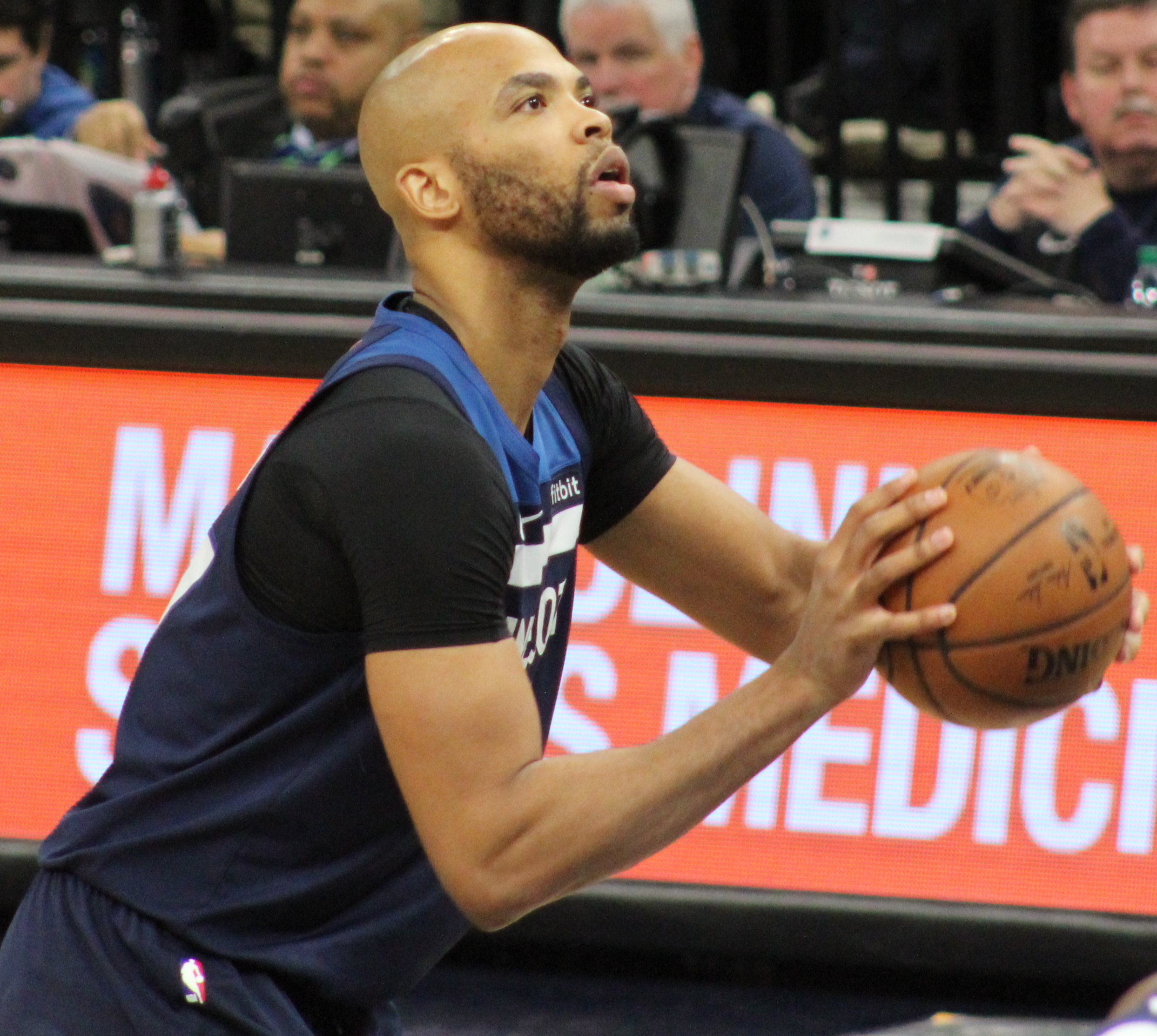
Gibson no Timberwolves fazendo um lance livre em 2019

### Minnesota Timberwolves (2017–2019)
Em 10 de julho de 2017, Gibson assinou um contrato de 2 anos e US$ 28 milhões com o Minnesota Timberwolves. Ele se tornou o primeiro jogador da NBA a usar o número 67, em homenagem a sua escola primária do Brooklyn, P.S. 67.
Em 22 de novembro de 2017, ele marcou 24 pontos em uma vitória por 124-118 sobre o Orlando Magic. Em 15 de fevereiro de 2018, Gibson marcou 28 pontos contra o Los Angeles Lakers.

### New York Knicks (2019–2022)
Em 9 de julho de 2019, Gibson assinou um contrato de 2 anos e US$ 20 milhões com o New York Knicks. Em 19 de novembro de 2020, os Knicks dispensaram Gibson. Em 7 de janeiro de 2021, Gibson assinou novamente com os Knicks. Em 8 de agosto de 2021, ele renovou seu contrato com os Knicks por mais 2 anos e US$ 10 milhões.

### Washington Wizards (2022–2023)
Em 19 de julho de 2022, Gibson assinou um contrato de 1 ano e US$2.9 milhões com o Washington Wizards.
Em 15 de setembro de 2023, Gibson voltou a assinar com os Wizards, mas foi dispensado em 23 de outubro.

### Retorno a New York (2023–2024)
Em 15 de dezembro de 2023, Gibson assinou um contrato de um ano com o New York Knicks, retornando para uma segunda passagem pela franquia. No entanto, ele foi dispensado em 7 de janeiro de 2024. Duas semanas depois, Gibson assinou contratos consecutivos de 10 dias em 30 de janeiro e 10 de fevereiro, respectivamente.

### Detroit Pistons (2024)
Em 6 de março de 2024, Gibson assinou um contrato de 10 dias com o Detroit Pistons, seguido por um contrato pelo restante da temporada em 16 de março.

### Charlotte Hornets (2024–presente)
Em 13 de julho de 2024, Gibson assinou um contrato de 1 ano e US$ 3,3 milhões com o Charlotte Hornets.

## Estatísticas da carreira

### NBA

#### Temporada regular
| Ano      | Equipe        | PJ  | PT  | MPJ  | AP   | 3P    | LL    | RT  | AS  | BR | TO  | PPJ  |
| -------- | ------------- | --- | --- | ---- | ---- | ----- | ----- | --- | --- | -- | --- | ---- |
| 2009–10  | Chicago       | 82  | 70  | 26.9 | .494 | —     | .646  | 7.5 | .9  | .6 | 1.3 | 9.0  |
| 2010–11  | Chicago       | 80  | 19  | 21.8 | .466 | .125  | .676  | 5.7 | .7  | .7 | 1.3 | 7.1  |
| 2011–12  | Chicago       | 63  | 0   | 20.4 | .495 | —     | .622  | 5.3 | .7  | .4 | 1.3 | 7.7  |
| 2012–13  | Chicago       | 65  | 5   | 22.4 | .485 | —     | .679  | 5.3 | .9  | .4 | 1.4 | 8.0  |
| 2013–14  | Chicago       | 82  | 8   | 28.7 | .479 | —     | .751  | 6.8 | 1.1 | .5 | 1.4 | 13.0 |
| 2014–15  | Chicago       | 62  | 17  | 27.3 | .502 | —     | .717  | 6.4 | 1.1 | .6 | 1.2 | 10.3 |
| 2015–16  | Chicago       | 73  | 55  | 26.5 | .526 | —     | .692  | 6.9 | 1.5 | .6 | 1.1 | 8.6  |
| 2016–17  | Chicago       | 56  | 55  | 27.2 | .523 | .167  | .714  | 6.9 | 1.1 | .5 | .9  | 11.6 |
| 2016–17  | Oklahoma City | 23  | 16  | 21.2 | .497 | 1.000 | .718  | 4.5 | .6  | .6 | .7  | 9.0  |
| 2017–18  | Minnesota     | 82  | 82  | 33.2 | .577 | .200  | .768  | 7.1 | 1.2 | .8 | .7  | 12.2 |
| 2018–19  | Minnesota     | 70  | 57  | 24.1 | .566 | .324  | .757  | 6.5 | 1.2 | .8 | .6  | 10.8 |
| 2019–20  | New York      | 62  | 56  | 16.5 | .584 | .286  | .732  | 4.3 | .8  | .4 | .5  | 6.1  |
| 2020–21  | New York      | 45  | 3   | 20.8 | .627 | .200  | .727  | 5.6 | .8  | .7 | 1.1 | 5.4  |
| 2021–22  | New York      | 52  | 4   | 18.2 | .518 | .395  | .808  | 4.4 | .6  | .4 | .8  | 4.4  |
| 2022–23  | Washington    | 49  | 2   | 9.8  | .520 | .333  | .714  | 1.9 | .7  | .3 | .2  | 3.4  |
| 2023–24  | New York      | 16  | 1   | 10.3 | .304 | .000  | 1.000 | 1.8 | .6  | .1 | .4  | 1.0  |
| 2023–24  | Detroit       | 4   | 0   | 9.8  | .571 | .500  | —     | 2.3 | .5  | .3 | .3  | 4.5  |
| Carreira | Carreira      | 966 | 450 | 21.4 | .513 | .320  | .732  | 5.2 | .8  | .5 | .8  | 7.7  |

#### Playoffs
| Ano      | Equipe        | PJ | PT | MPJ  | AP   | 3P | LL    | RT  | AS  | BR  | TO  | PPJ  |
| -------- | ------------- | -- | -- | ---- | ---- | -- | ----- | --- | --- | --- | --- | ---- |
| 2010     | Chicago       | 5  | 5  | 29.0 | .421 | —  | .545  | 7.0 | .6  | .2  | .6  | 7.6  |
| 2011     | Chicago       | 16 | 0  | 17.8 | .566 | —  | .600  | 4.1 | .6  | .3  | 1.4 | 5.9  |
| 2012     | Chicago       | 6  | 0  | 22.8 | .457 | —  | .682  | 6.5 | .7  | .7  | 1.7 | 9.5  |
| 2013     | Chicago       | 12 | 0  | 17.2 | .470 | —  | .727  | 3.0 | .3  | .3  | .5  | 6.5  |
| 2014     | Chicago       | 5  | 0  | 30.8 | .561 | —  | .750  | 6.2 | .4  | .4  | 2.4 | 18.2 |
| 2015     | Chicago       | 12 | 2  | 23.0 | .472 | —  | .700  | 5.5 | 1.0 | .3  | 1.0 | 7.4  |
| 2017     | Oklahoma City | 5  | 5  | 23.6 | .600 | —  | .875  | 3.6 | .6  | .2  | .0  | 9.8  |
| 2018     | Minnesota     | 5  | 5  | 24.6 | .636 | —  | 1.000 | 4.0 | .4  | .2  | .4  | 6.2  |
| 2021     | New York      | 5  | 3  | 27.6 | .600 | —  | 1.000 | 7.0 | .8  | 1.6 | 1.0 | 5.0  |
| Carreira | Carreira      | 71 | 20 | 24.0 | .531 | —  | .764  | 5.2 | .6  | .4  | 1.0 | 8.4  |

### Universitário
| Ano      | Equipe   | PJ  | PT  | MPJ  | AP   | 3P | LL   | RT  | AS  | BR  | TO  | PPJ  |
| -------- | -------- | --- | --- | ---- | ---- | -- | ---- | --- | --- | --- | --- | ---- |
| 2006–07  | USC      | 37  | 37  | 32.4 | .558 | —  | .623 | 8.7 | 1.5 | .5  | 1.9 | 12.2 |
| 2007–08  | USC      | 33  | 32  | 32.1 | .580 | —  | .594 | 7.8 | 1.3 | .7  | 2.5 | 10.8 |
| 2008–09  | USC      | 35  | 35  | 33.7 | .601 | —  | .659 | 9.0 | 1.3 | 1.0 | 2.9 | 14.3 |
| Carreira | Carreira | 105 | 104 | 32.7 | .579 | —  | .625 | 8.5 | 1.3 | .7  | 2.4 | 12.4 |

Fonte: